# Norman Barratt
Norman Barratt (Newton-le-Willows, 5 febbraio 1949 – 30 luglio 2011) è stato un chitarrista inglese, autore di brani musicali, noto per aver fatto parte del gruppo Gravy Train e successivamente della Barratt Band.

## Discografia
Gravy Train
- Gravy Train (1970, Vertigo Records, 6360023)
- (A Ballad of) A Peaceful Man (1971, Vertigo Records, 6360051)
- Second Birth (1973, Dawn Records, DNLS 3046)
- Staircase to the Day (1974, Dawn Records, DNLH 1)

Barratt Band
- Playing in the City (1981, Chapel Lane, CLS8005)
- Voice (1983, Chapel Lane, CLS8015)

Alwyn Wall Band
- The Prize (1977, Myrrh Records, MYR1057)
- Live in the USA (200?, Daval Music, DMCD1056)

Norman Barratt and Dave Morris
- Rock for all Ages (1984, Chapel Lane, CLS8017)

Norman Barratt
- Barratt (1989, Edge Records, ECD7004)